# Carl J. Meade
Carl Joseph Meade, född 16 november 1950 i Illinois, är en tidigare amerikansk astronaut uttagen i astronautgrupp 11 den 4 juni 1985.

## Rymdfärder
- STS-38
- STS-50
- STS-64